# Beautiful Ruin
Beautiful Ruin es un EP de la banda de metalcore Converge. Fue lanzado el 29 de junio de 2018 a través de Epitaph Records y Deathwish Inc. El EP se compone de cuatro pistas que se grabaron durante las sesiones de The Dusk in Us. Fue producido por el guitarrista de la banda Kurt Ballou y presenta ilustraciones creadas por el cantante de Converge, Jacob Bannon.

## Antecedentes
El 3 de noviembre de 2017, Converge lanzó su noveno álbum The Dusk in Us. Grabadas durante la primavera de 2017, se grabaron 18 canciones para el álbum, pero solo 13 salieron en el disco. Una de las cinco canciones que no salieron en The Dusk in Us, «Eve» fue lanzada como cara B del sencillo «I Can Tell You About Pain».
El guitarrista Kurt Ballou declaró que cree positivamente que podrán lanzar las cuatro pistas restantes en algún momento: «Todos estamos en desacuerdo sobre cuáles fueron las mejores canciones y en las canciones que se escogieron para hacer el mejor disco posible. Creo que todos estamos igualmente descontentos con las canciones que terminaron en el álbum. Fue un compromiso. Algunas de las canciones de ese álbum son en realidad algunas de las peores que grabamos, y algunas de las que no están en el álbum son mejores. No estamos exactamente seguros de cómo las vamos a lanzar todavía. Ya sea por el lado B o un EP, todavía no lo sabemos».

## Lanzamiento y promoción
El 28 de junio de 2018, la banda subió una breve serie de imágenes a su página de Instagram, que juntas ensamblan la portada del EP, y el título del EP se menciona en los hashtags. Un día después, el 29 de junio, el EP se lanzó oficialmente a través de Epitaph y Deathwish, junto con un video musical de la canción «Melancholia», dirigida por Tony Wolski.

## Lista de canciones
| N.º | Título               | Duración |  |
| 1.  | «Permanent Blue»     | 2:24     |  |
| 2.  | «Churches and Jails» | 1:27     |  |
| 3.  | «Melancholia»        | 1:29     |  |
| 4.  | «Beautiful Ruin»     | 1:23     |  |

## Personal
Idéntico a los créditos de The Dusk in Us, considerando que todas las pistas son grabaciones de ese álbum.
| Converge - Jacob Bannon: voz - Kurt Ballou: guitarra, bajo, coros - Nate Newton: bajo, guitarra, coros - Ben Koller: batería, percusión Personal de grabación - Kurt Ballou: productor, ingeniero, mezcla - Robert Cheeseman: ingeniero asistente - Alex Garcia-Rivera: tecnología de batería - Alan Douches: masterización Portada y diseño - Jacob Bannon: portada, diseño y ilustraciones |